# Šipan
Šipan (olaszul: Giuppana) egy sziget az Adriai-tengerben, Horvátországban, az Elafiti-szigetek legnagyobbika.

## Leírása
Šipan az Elafiti-szigetek középső részén található, Jakljan szigete tőle északnyugatra, Lopud pedig délkeletre fekszik. A sziget a dinár irányában (északnyugat-délkelet) nyúlik el, körülbelül 9,1 km hosszú, legnagyobb szélessége 2,6 km. Területe 16,22 km² és 414 lakosa van (2011). Két alacsony mészkőemelkedésből áll, amelyek között dolomitvölgy található. A legmagasabb pont a Velji vrh (243 m). Partvonala 29,4 km hosszú, a tagoltsági együttható 2,1. A gazdaság alapja a mezőgazdaság (olíva, szőlő, füge, szentjánoskenyér, mandula, gránátalma, citrusfélék), a halászat és a turizmus. Hajójáratok kötik össze Dubrovnikkal és a szomszédos szigetekkel (Lopud, Koločep, Mljet). A szigeten két település található Šipanska Luka (21l lakos) és Suđurađ (203 lakos).

## Története
Šipan szigete már ősidők óta lakott. Az itt élt első ismert nép az illírek voltak, akik az i. e. 2. évezredtől fogva éltek itt magaslatokon épített erődített településeken és kövekből rakott halomsírokba temetkeztek. Két ilyen halomsír található Šipanska Luka határában, Odžak felett, Dunjev Don, a Velika Glavicán és a Gradina nevű magaslaton pedig ókori erődítmény állt. Az illírek i. e. 35-ig uralták a térséget, amikor Octavianus hadai végső győzelmet arattak felettük. A rómaiak itt tartózkodásának bizonyítéka a szigeten megtalált római villagazdaság romja és ornamentikával díszített kövei. A Nyugatrómai Birodalom bukása után 493-tól a keleti gótok uralták a területet. 535-ben Dalmáciával együtt a Bizánci Császárság uralma alá került.
A horvátok ősei a 7. században érkeztek Dalmáciába és csakhamar megalapították első településeiket. Ezek elsőként a termékeny mező melletti, ivóvízzel rendelkező helyeken alakultak ki. A településen álló fennmaradt középkori szakrális építmények alapján megállapítható, hogy itt már a horvátok letelepedésének korai időszakában település állt. Šipanj szigetét a középkorban Jupana, Zupana és Supana néven is említik, a mai nevén 1371-ben szerepel először. Története szorosan kapcsolódik Raguza és a Raguzai Köztársaság történetéhez. A šipanska lukai Szent István plébániát 1347-ben alapították, amikor a plébániatemplomot is felszentelték. A templom azonban már a 11. században megépült és már 1252-ben említik. Ennél még regebbi a Szent Mihály és a Szent Péter templom, melyek ószláv építészeti jegyeket hordoznak. A 15. századtól több gazdag raguzai család épített nyaralót a településen, melyek közül kiemelkedik a Sorkočević család nyaralója. A šipanska lukai kikötő felett építette fel 1450-ben a köztársaság a sziget közigazgatási központját a késő gótikus kormányzói palotát. A köztársaság uralma idején a šipani gazdaság alapja a hajóépítés, a tengerészet, az olajbogyó termesztés, a halászat és a szőlészet volt. A sziget kormányzói között olyan neves személyiség is volt mint a  horvát költő, műfordító és diplomata Ivan Franatica Sorkočević.
A Raguzát pusztító 1667-es nagy földrengés és tűzvész után a gazdaság kezdett visszaesni. A Raguzai Köztársaság bukása után 1806-ban Dalmáciával együtt ez a térség is a köztársaságot legyőző franciák uralma alá került, de Napóleon bukása után 1815-ben a berlini kongresszus Dalmáciával együtt a Habsburgoknak ítélte. 1918-ban az új szerb-horvát-szlovén állam, majd később Jugoszlávia része lett. Lakói főként mezőgazdasággal foglalkoztak, illetve a közeli Dubrovnikban dolgoztak. A sziget egyetlen postája Šipanska Lukán működik. Az alapiskola (mely a slanoi iskola kihelyezett területi iskolája) az egész sziget alapiskolai oktatását szolgálja.

## Gazdaság
A korábbi csaknem 7000 lakosból ma csak 450, többnyire idős ember él a szigeten. Az egész szigetet mediterrán növényzet borítja, macchia, aleppoi fenyvesek és sziklás terepek váltják egymást. A gazdaság alapja a mezőgazdaság, a halászat és a turizmus. Az ember által megművelt területeken az olajbogyó, a füge, a szőlő, a gránátalma és a szentjánoskenyér uralkodik, de ezek a növények egyre inkább eltűnnek, mert senki sem műveli őket. 1999-ben rekord olajbogyótermést jegyeztek fel. Összesen 115 930 kg-ot dolgoztak fel, ebből Suđurađon 39 600, Šipanska Luka településen pedig 76 330 kg-ot. Ugyanebben az évben megkezdődött egy új olajmalom építése, a volt malom helyén pedig kocsma nyílt. A következő évben megkezdődtek a šipanska lukai regionális nyolcosztályos iskola és plébániaház felújításának munkálatai. 2001-ben rendezték a suđurđai parkolót, és megkezdte működését az első pékség Šipanska Luka településen, valamint egy suđurađi pizzéria. Šipanska Luka vízpartját és a hozzá kapcsolódó tengerpartot is felújították.

## Közlekedés
A szigetet a szárazfölddel Dubrovnik - Lopud - Suđurađ kompjárat köti össze. A hajójárat a Dubrovnik - Koločep - Lopud - Suđurađ - Šipanska Luka vonalon közlekedik. A szigetet gyorsjárat köti össze Mljet szigetével is. 2011. július közepén úgy döntöttek, hogy a komp nem megy el Šipanska Lukáig, hanem az út Suđurađban végződik. Ezt a döntést a költségek csökkentése miatt hozták meg. A suđurađi kompkikötő építése 1997. december 18-án fejeződött be, melyet az Újjáépítési és Fejlesztési Minisztérium és a Sziget Fejlesztési Alap finanszírozott 4.500.000 HRK összegben.
A sziget két legnagyobb települését az 5,2 km hosszú D122-es számú főút köti össze. 1998. október 22-én a dubrovniki Libertas busztársaság megindította a Šipanska Luka-Suđurađ menetrend szerinti vonalat, amely a sziget két települését köti össze. A busz főleg az iskolás gyermekek szállítására szolgál.

## Fordítás
- Ez a szócikk részben vagy egészben  a(z)   Šipan című horvát Wikipédia-szócikk ezen változatának fordításán alapul.  Az eredeti cikk szerkesztőit annak laptörténete sorolja fel. Ez a jelzés csupán a megfogalmazás eredetét és a szerzői jogokat jelzi, nem szolgál a cikkben szereplő információk forrásmegjelöléseként.